# Волянська сільська рада (Дрогобицький район)
| Волянська сільська рада — орган місцевого самоврядування у Дрогобицькому районі Львівської області з адміністративним центром у с. Воля Якубова. Історична дата утворення: в 1939 році. Водоймища на території, підпорядкованій даній раді: річка Медвежанка. Сільській раді підпорядковані населені пункти: - с. Воля Якубова |

## Склад ради
Рада складається з 12 депутатів та голови.

### Керівний склад ради
| ПІБ                     | Основні відомості                                                                                   | Дата обрання | Дата звільнення |
| ----------------------- | --------------------------------------------------------------------------------------------------- | ------------ | --------------- |
| Калічак Ігор Васильович | Сільський голова, 1956 року народження, освіта, член Української Народної Партії                    | 26.03.2006   | 31.10.2010      |
| Калічак Ігор Васильович | Сільський голова, 1956 року народження, освіта середня спеціальна, член Української Народної Партії | 31.10.2010   |                 |

Примітка: таблиця складена за даними джерела